# Deutsch-mosambikanische Beziehungen
Deutschland und Mosambik unterhalten seit der Unabhängigkeit Mosambiks 1975 diplomatische Beziehungen.
Im April 2006 besuchte der deutsche Bundespräsident Horst Köhler Mosambik, der mosambikanische Präsident Armando Guebuza kam im November 2007 zu Besuch nach Deutschland. Seither folgten eine Vielzahl Besuche deutscher Politiker und Unternehmerkommissionen in Mosambik, und eine Reihe mosambikanischer Politiker besuchte die Bundesrepublik Deutschland.

## Geschichte

### Bis 1975

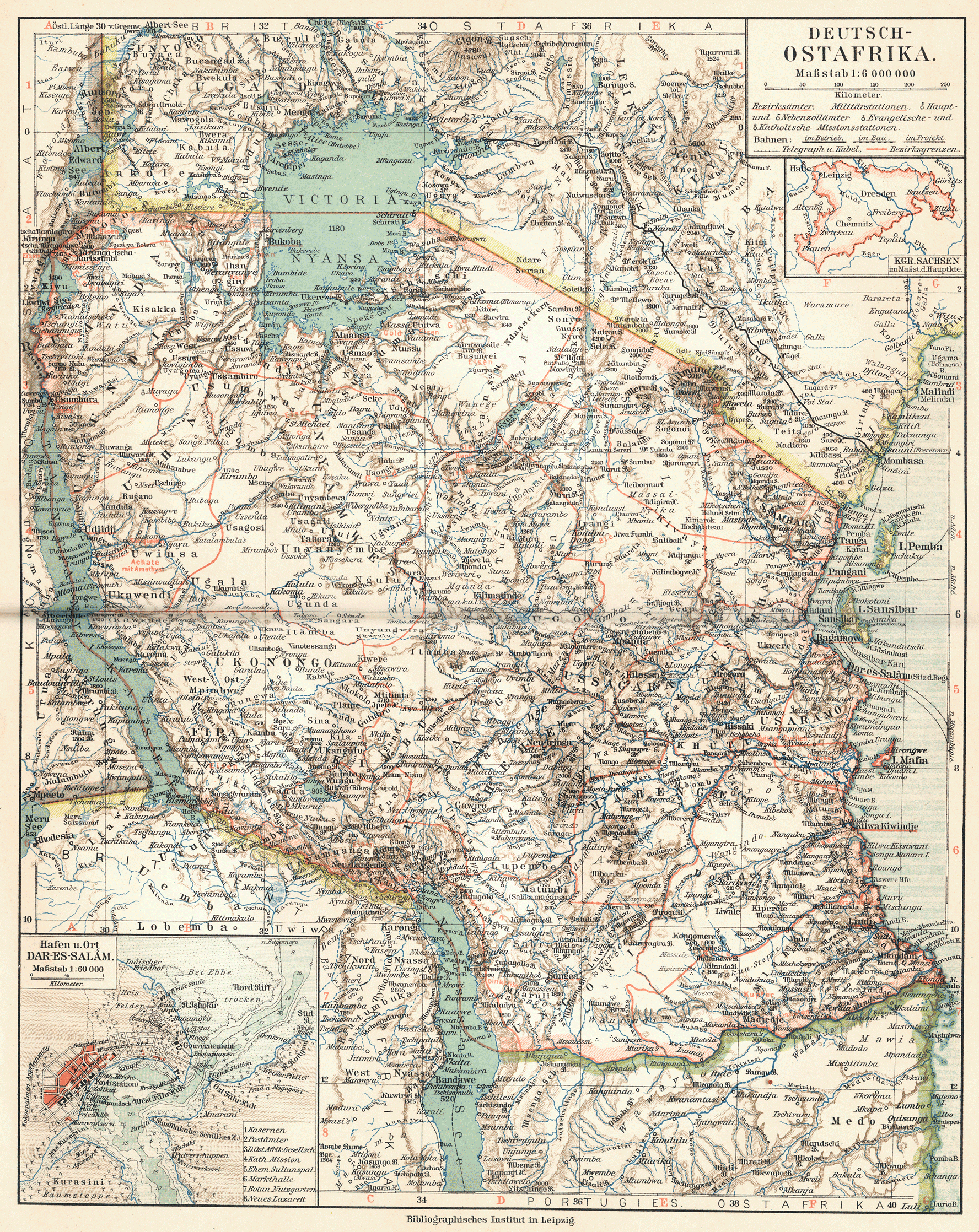
Karte von 1905, mit dem Kionga-Becken als Teil Deutsch-Ostafrikas

Mosambik war seit der Ankunft Vasco da Gamas 1498 portugiesische Kolonie, als das Deutsche Kaiserreich im Jahr 1885 das nördlich angrenzende Gebiet als Deutsch-Ostafrika in Besitz nahm. Nach dem deutsch-britischen Helgoland-Sansibar-Vertrag 1890 betrachtete das deutsche Kaiserreich auch das Kionga-Dreieck im äußersten Nordosten von Portugiesisch-Ostafrika (heute Mosambik) als zu Deutsch-Ostafrika gehörig und besetzte 1894 das Gebiet.
Als im August 1914 der Erste Weltkrieg ausbrach, war Portugal zunächst noch neutral und erhielt erst am 9. März 1916 eine Kriegserklärung Deutschlands. Daraufhin besetzten portugiesische Truppen das umstrittene Kionga-Dreieck wieder.
Zum Ende des Ersten Weltkriegs in Ostafrika zog sich der Rest der deutschen Schutztruppe für Deutsch-Ostafrika im November 1917 vor britischen Kräften auf mosambikanisches Gebiet zurück. Im September 1918 zogen sie weiter bis nach Nordrhodesien, wo sie nach der Nachricht über den Waffenstillstand in Europa am 25. November 1918 kapitulierte.
Das Kionga-Dreieck wurde im Friedensvertrag von Versailles 1919 endgültig Portugal zugesprochen.
1932 wurde mit der Laurentina-Brauerei die erste Bierbrauerei in Mosambik gegründet. Das Rezept wurde durch einen deutschen Braumeister entwickelt, der dazu in Deutschland angeworben wurde und in Mosambik anfänglich die Fabrikation leitete.
Portugiesisch-Ostafrika wurde 1951 zur portugiesischen Überseeprovinz Mosambik und erhielt 1975, nach der Nelkenrevolution in Portugal, seine Unabhängigkeit.

### Seit 1975

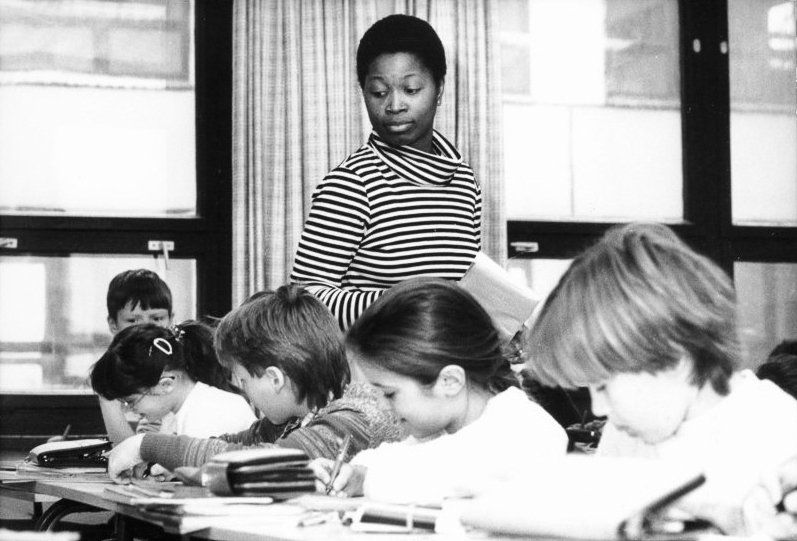
Die Mosambikanerin Esperança Mutimba, Studentin an der Pädagogischen Hochschule Güstrow, im Mathematikunterricht in der Klasse 5a der Güstrower Artur-Becker-Oberschule (1986)

Als erster deutscher Staat erkannte die DDR die junge Volksrepublik Mosambik an, 1976 folgte die Bundesrepublik Deutschland.
Mosambik und die DDR unterhielten in der Folge intensive Beziehungen, und das Land wurde zu einem Schwerpunkt der DDR-Entwicklungshilfe. So studierten zahlreiche Mosambikaner hier, und ab 1979 kamen etwa 15.000, nach anderen Zahlen über 16.000 oder etwa 22.000 Vertragsarbeiter in die DDR. Insgesamt wird die Zahl der Mosambikaner, die in der DDR studierten oder arbeiteten, auf etwa 26.000 geschätzt.
Im Rahmen der wissenschaftlich-technischen Zusammenarbeit wurden auch zahlreiche DDR-Techniker nach Mosambik entsandt, um bei verschiedenen Projekten zum Wiederaufbau und zur Entwicklung des Landes mitzuarbeiten. Dabei wurden die ausländischen Hilfskräfte, die mit ihrer Expertise einen essentiellen Beitrag zur Stabilisierung und zum Aufbau des unabhängig gewordenen, sozialistisch orientierten Landes leisteten, wiederholt zum Ziel von geplanten Anschlägen. Durchgeführt wurden diese Anschläge von der RENAMO, einer weitgehend unter Kontrolle des damaligen südafrikanischen Militärgeheimdienstes stehenden Rebellengruppe, die zur Destabilisierung Mosambiks eingesetzt wurde. Der Anschlag von Unango am 6. Dezember 1984 war dabei der schlimmste Zwischenfall. Dabei starben, neben einem Jugoslawen und fünf mosambikanischen Begleitern, acht DDR-Bürger. Die RENAMO erhielt erhebliche materielle und moralische Unterstützung von einem rechtskonservativen Netzwerk rund um den damaligen bayerischen Ministerpräsidenten Franz Josef Strauß, welcher zeitweise eine eigene Außenpolitik, parallel zu der auf Entspannung abzielenden Außenpolitik der Bundesregierung, betrieb. Dieses westdeutsche Unterstützernetzwerk der RENAMO reichte von Vertretern der Hanns-Seidel Stiftung bis hin zu nachrichtendienstlichen Akteuren.
Nach dem Ende der Volksrepublik Mosambik 1990 und des Mosambikanischen Bürgerkriegs 1992 beteiligte sich das nunmehr wiedervereinigte Deutschland am Wiederaufbau in Mosambik. Eine Vielzahl gegenseitiger hochrangiger Besuche erfolgte seither.
Weiterhin ungelöst blieb jedoch das Problem der Madgermanes, den etwa 15.000 Vertragsarbeitern, deren Löhne zum Teil vor Ort und zum Teil in Mosambik ausgezahlt werden sollte. Sie kamen nach einem Staatsvertrag zwischen der DDR und Mosambik 1979 nach Deutschland. Nach der Wiedervereinigung 1990 übernahm die Bundesrepublik den Vertrag jedoch nicht und wies die Mosambikaner mit Abfindungszahlungen aus. Diese warten nun auf die ausstehenden Anteile ihrer Lohnzahlungen, die sie laut deutscher Regierung von der mosambikanischen Regierung erhalten sollten. Auch Ansprüche aus ihren in Deutschland geleisteten Sozialabgaben sind weiter strittig. Seither demonstrieren Betroffene regelmäßig in Maputo, auch die Deutsche Botschaft wurde dabei 2004 kurzzeitig besetzt.
Im Jahr 2000 erregte der Fall des von Neonazis in Dessau erschlagenen Mosambikaners Alberto Adriano international Aufsehen.

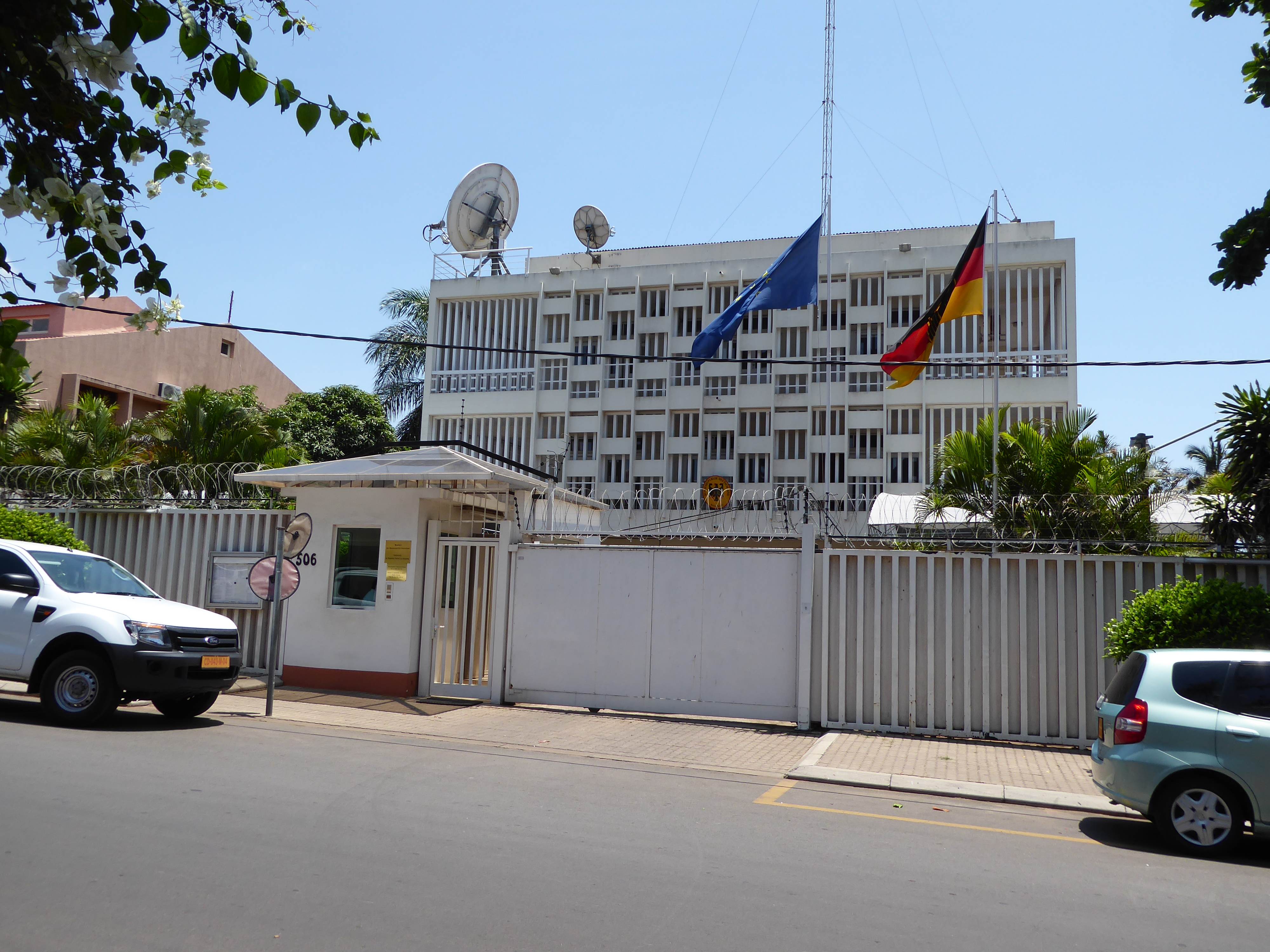
Die Deutsche Botschaft in Maputo

## Diplomatie
Die Bundesrepublik Deutschland ist in Mosambik mit der Deutschen Botschaft in Maputo vertreten.
Mosambik unterhält in Deutschland die Mosambikanische Botschaft in Berlin. Zudem sind mosambikanische Honorarkonsulate in Hamburg und München eingerichtet.

## Bildung
Insbesondere über den Deutschen Akademischen Austauschdienst (DAAD) bestehen eine Vielzahl Kooperationen und Förderprogramme zwischen beiden Ländern. Zudem fördert der DAAD den Studentenaustausch. So kamen im Jahr 2015 aus Deutschland 30 DAAD-Stipendiaten nach Mosambik, während im gleichen Zeitraum 65 Mosambikaner mit einem DAAD-Stipendium zu Studienzwecken nach Deutschland kamen.

## Wirtschaftliche Beziehungen
Insbesondere nach den bedeutenden Offshore-Erdgasfunden im nördlichen Rovuma-Becken im Jahre 2011 ist das wirtschaftliche Interesse an Mosambik auch in Deutschland gewachsen. So eröffnete die deutsche Auslandshandelskammer für das südliche Afrika mit Sitz in Südafrika im April 2014 in Maputo ein deutsch-mosambikanisches Büro für Wirtschaftsförderung.
Im Jahr 2015 betrugen die deutschen Ausfuhren nach Mosambik 121,3 Mio. Euro, nach 92,4 Mio. Euro (2014) und 91,7 Mio. Euro (2013). 45,7 % der deutschen Exporte nach Mosambik sind Maschinen, weitere 18,2 % sind Eisen und Stahl, 5,3 % Elektrotechnik und 4,8 % Elektronik.
Die mosambikanischen Ausfuhren nach Deutschland beliefen sich 2015 auf 155,6 Mio. Euro, nach 120,8 Mio. Euro (2014) und 153,5 Mio. Euro (2013). 58,9 % davon waren NE-Metalle und 3,1 % nichtmetallische Mineralien.
Damit ist Deutschland weder bei den Importen noch den Exporten unter den sieben wichtigsten Handelspartnern Mosambiks. Allerdings werden auch über deutsche Niederlassungen in Südafrika Waren und Dienstleistungen mit Mosambik gehandelt, die deshalb nicht in der deutsch-mosambikanischen Statistik geführt werden.
Mosambik ist für die Bundesrepublik Deutschland der viertwichtigste Handelspartner im Südlichen Afrika, nach Südafrika, Angola und Namibia.

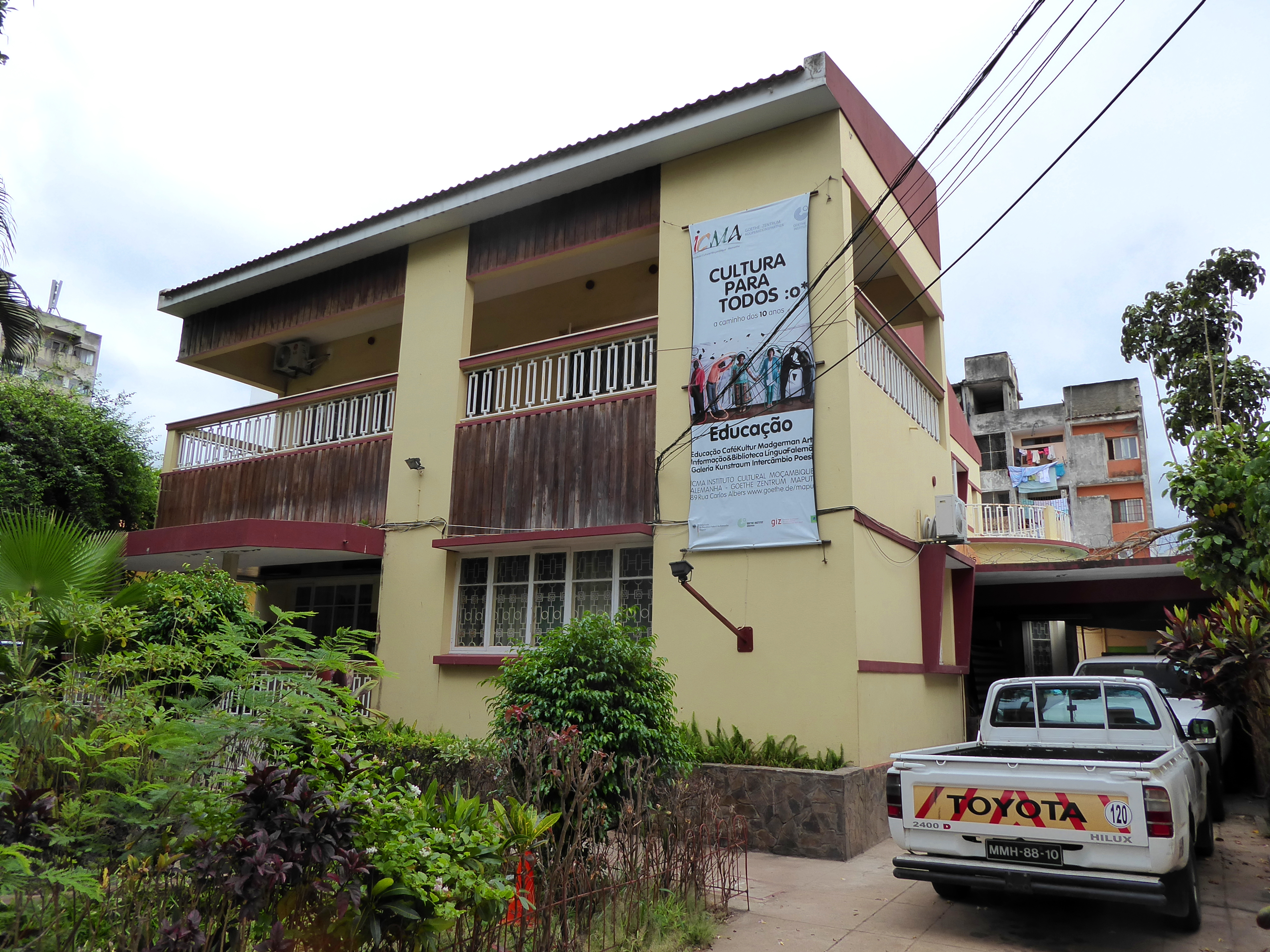
Das Mosambikanisch-Deutsche Kulturinstitut in Maputo

## Deutsche Einrichtungen in Mosambik
- Deutsche Botschaft Maputo
- Instituto Cultural Moçambique-Alemanha (Teil der Goethe-Institute)